# Gracionépel
Gracionépel  es una localidad española del municipio de Jaca, perteneciente a la provincia de Huesca, en la comunidad autónoma de Aragón. Está ubicada en la comarca de la Jacetania.

## Geografía
Gracionépel se encuentra en la zona occidental del municipio de Jaca. Muy cercanos a la localidad se encuentran los núcleos de Espuéndolas, Lerés, Badaguás y Orante.

### La Val Ancha
Se integra en la comarca llamada La Val Ancha, que es una de las seis unidades territoriales que integran las localidades que forman parte del municipio de Jaca. Pertenecen a La Val Ancha las 14 poblaciones siguientes: Guasa, Ipas, Lerés, Badaguás, Baraguás,  Gracionépel, Espuéndolas, Barós, Ulle, Navasa, Navasilla, Orante, Martillué y Jarlata.
La Val Ancha es la primera zona abierta después de los Pirineos adecuada para la agricultura y ganadería. Constituye una depresión que va desde Jaca hasta Sabiñánigo, cuyo límite septentrional está definido por la sierra de Baraguás mientras que la sierra de la Peña Oroel marca el meridional. Aquí, en un territorio relativamente reducido, se encuentran pequeñas localidades que tradicionalmente se han dedicado a la agricultura de secano y a la ganadería lanar y vacuna.

### Cárcavas
Se puede contemplar el fenómeno de cárcavas, frecuente en La Val Ancha. Se define por la erosión que el agua produce en las laderas de suelos solubles como son las margas y calcitas. Forma profundas estrías, paralelas entre sí, que descienden de los collados y dejan el suelo sin vegetación. Es característico el color gris azulado de los suelos.

## Historia
A mediados del siglo XIX, el lugar, por entonces con ayuntamiento propio, tenía contabilizada una población de 32 habitantes. Aparece descrito en el octavo volumen del Diccionario geográfico-estadístico-histórico de España y sus posesiones de Ultramar de Pascual Madoz de la siguiente manera:

GRACIONEPEL: l. con ayunt. en la prov. de Huesca, part. jud. y dióc. de Jaca, aud. terr. y c. g. de Zaragoza. sit. en una colina, con clima sano, combatido de todos los vientos. Tiene 6 casas, inclusa la consistorial y cárcel, igl. parr. (La Asuncion), servida por un cura, y cementerio contiguo á esta en parage ventilado. Confina el térm. por el N. con Bandres; E. Espun; S. Navacilla, y O. Baros. El terreno es de mediana calidad, y prod. trigo, centeno, cebada, avena, patatas y otras legumbres y hortalizas: cria de ganado lanar, vacuno y de cerda; caza de perdices y conejos. pobl.: 3 vec., 32 alm. contr.: 956 rs. 19 mrs.
(Madoz, 1847, p. 458)

## Comunicaciones
Se encuentra al final de una estrecha carretera local de muy corto recorrido, que parte de la N-330 en el tramo Jaca-Sabiñánigo.